# Vittorio Buratti
Vittorio Buratti, conte della Malpenga (secondo il sito storico della Camera dei Deputati; Chioggia- secondo il Centro Rete Biellese Archivi Tessile e Moda Biella-Chiavazza), 17 ottobre 1888 – Buenos Aires, 2 giugno 1949), è stato un imprenditore, politico e filantropo italiano.

## Biografia
Primogenito di Giuseppe, co-fondatore col fratello Raimondo della "Filatura di Cascami Bourettes Giuseppe Buratti-Biella", alla morte del padre e dello zio prende le redini dell'azienda coi tre fratelli. Nel 1916 si sposa con Emma Agostinetti Ferrua, che muore di parto nel 1920, seguita due giorni dopo dal figlio appena nato. Rimasto unico erede del patrimonio della moglie lo da in beneficenza promuovendo la fondazione di storiche istituzioni chiavazzesi, tra cui la "Associazione Maschile Circolo Virtus", la "Associazione Femminile Circolo Fervens", la "Cappella dell'Oratorio", il "Salone del Teatro Sociale" e la "Casa Sociale Associazioni Cattoliche Chiavazza". 
Nel 1924 viene eletto deputato nelle file del Partito Popolare, e a seguito dell'adesione alla secessione dell'Aventino viene dichiarato decaduto dal mandato. Il suo antifascismo dura tuttavia poco. Nel 1926 si risposa con Virginia Zanchi, erede della principale dinastia imprenditoriale del bergamasco dedita alla lavorazione e alla produzione della seta, compiendo un salto di qualità che gli consente di inaugurare, nel 1931, un nuovo stabilimento di 20.000 m quadrati che è ancora oggi proprietà della "Filati Buratti". Nel 1937 Mussolini lo nomina presidente dell'Ente tessile nazionale. Nello stesso periodo inizia a fare la spola con gli Stati Uniti e l'Argentina; in quest'ultimo paese, precisamente a Pergamino(duecento chilometri a nord della capitale argentina) partecipa alla fondazione di un'azienda tessile con un imprenditore della zona, ed è proprio in Argentina che muore nel 1949.
A Buratti si deve la ricostruzione paesaggistica attuale del brich di Zumaglia e del suo castello. 